# ديبورا دي وليامز
ديبورا دي وليامز (بالإنجليزية: Deborah De Williams)‏ هي عداءة ألتراماراثون ‏ أسترالية، ولدت في 10 سبتمبر 1969 في برث في أستراليا.

## وصلات خارجية
- ديبورا دي وليامز على موقع الاتحاد الألماني للألترا ماراثون (الإنجليزية)